# Sega SC-3000
El Sega SC-3000 fue un ordenador de 8-bit creado por Sega a partir de su videoconsola de cartuchos SG-1000. La Sega SC-3000 fue la versión con menos resultados en toda lo que se diga de las variantes de la Sega SG-1000
El SC-3000 empezó a venderse en 1983 en Japón a un precio de ¥29,800, anunciado como un ordenador para principiantes. Como los juegos eran compatibles tanto con el SC-3000 y la SG-1000, y el SC-3000 también podía ejecutar aplicaciones de ordenador, este último obtuvo unas ventas mayores.
Los usuarios podían crear sus propios programas y juegos con esta máquina. Algunos accesorios disponibles fueron una unidad de síntesis de voz, el light pen, y varios procedentes de third parties.
El SC-3000H, puesto a la venta originalmente por ¥33,800, fue una versión mejorada de este sistema con una mayor cantidad de RAM y un teclado mejor (el teclado original era un teclado de membrana de menor calidad).
Fue lanzada una extensión para el SC-3000 con el nombre de SF-7000. El SF-7000 añadía 64KB de RAM y 8KB de ROM, una disquetera de 3 pulgadas, un puerto paralelo Centronics, y un puerto serie RS-232.

## Historia
La SC-3000 es la última variante de la SG-1000, fue comercializada por un corto periodo de 10 meses entre los años 1983 y 1984.En es tiempo de comercialización global logró vender unas 10 millones de unidades, las ventas mayores fueron en Japón y EE. UU.

## Especificaciones técnicas

### SC-3000
Lanzado en noviembre de 1983.
- CPU: Microprocesador NEC 780C a 4 MHz (clónico del Zilog Z80)
- RAM: 16 Kb
- VRAM: 16 Kb
- ROM: 18 Kb
- Resolución modo texto: 40x25
- Resolución modo gráfico: 256x192
- Colores en la paleta: 16 (15 tonalidades para cada color)
- Sonido: MONO / 6 Canales
- Puertos: RGB, Audio, Joystick (2), Cartucho (2), Slot de Expansión
- Controles: SJ 300 / SJ 400
- Grabador de Casete: SR 1000
- Disquete de 3"
- Impresora de 4 colores: SP 400

### SC-3000H
- CPU: Microprocesador NEC 780C a 4 MHz
- RAM: 32 a 48 Kb
- VRAM: 16 Kb
- ROM: 32 Kb
- Resolución modo texto: 40x25
- Resolución modo gráfico: 256x192
- Colores en la paleta: 16 (15 tonalidades para cada color)
- Sonido: MONO / 6 Canales
- Puertos: RGB, Audio, Joystick (2), Cartucho (2), Slot de Expansión
- Controles: SJ 300 / SJ 400
- Grabador de Casete: SR 1000
- Disquete de 3"
- Impresora de 4 colores: SP 400